# Sattajärvi (Gällivare socken, Lappland)
Sattajärvi är en sjö i Gällivare kommun i Lappland och ingår i Kalixälvens huvudavrinningsområde. Sjön har en area på 0,113 kvadratkilometer och ligger 287,9 meter över havet.

## Delavrinningsområde
Sattajärvi ingår i det delavrinningsområde (745377-173729) som SMHI kallar för Mynnar i Ängesåns vattendragsyta. Medelhöjden är 292 meter över havet och ytan är 30,58 kvadratkilometer. Det finns inga avrinningsområden uppströms utan avrinningsområdet är högsta punkten. Sakajänkänoja som avvattnar avrinningsområdet har biflödesordning 3, vilket innebär att vattnet flödar genom totalt 3 vattendrag innan det når havet efter 198 kilometer. Avrinningsområdet består mestadels av skog (56 procent) och sankmarker (35 procent). Avrinningsområdet har 0,73 kvadratkilometer vattenytor vilket ger det en sjöprocent på 2,4 procent.